# Хайд (округ, Северная Каролина)
Округ Хайд (англ. Hyde County) располагается в штате Северная Каролина, США. Официально образован в 1705 году. По состоянию на 2010 год, численность населения составляла 5810 человек.

## География
По данным Бюро переписи США, общая площадь округа равняется 3688 км2, из которых 1588 км2 суша и 2100 км2 или 56,970 % это водоёмы.

## Население
По данным переписи населения 2000 года в округе проживает 5 826 жителей в составе 2 185 домашних хозяйств и 1 433 семей. Плотность населения составляет 4,00 человека на км2. На территории округа насчитывается 3 302 жилых строений, при плотности застройки около 2,00-х строений на км2. Расовый состав населения: белые — 62,65 %, афроамериканцы — 35,07 %, коренные американцы (индейцы) — 0,31 %, азиаты — 0,36 %, гавайцы — 0,00 %, представители других рас — 0,84 %, представители двух или более рас — 0,77 %. Испаноязычные составляли 2,25 % населения независимо от расы.
В составе 26,40 % из общего числа домашних хозяйств проживают дети в возрасте до 18 лет, 48,70 % домашних хозяйств представляют собой супружеские пары проживающие вместе, 13,10 % домашних хозяйств представляют собой одиноких женщин без супруга, 34,40 % домашних хозяйств не имеют отношения к семьям, 30,60 % домашних хозяйств состоят из одного человека, 13,90 % домашних хозяйств состоят из престарелых (65 лет и старше), проживающих в одиночестве. Средний размер домашнего хозяйства составляет 2,36 человека, и средний размер семьи 2,94 человека.
Возрастной состав округа: 20,40 % моложе 18 лет, 7,90 % от 18 до 24, 30,70 % от 25 до 44, 24,60 % от 45 до 64 и 24,60 % от 65 и старше. Средний возраст жителя округа 40 лет. На каждые 100 женщин приходится 112,20 мужчин. На каждые 100 женщин старше 18 лет приходится 115,60 мужчин.
Средний доход на домохозяйство в округе составлял 28 444 USD, на семью — 35 558 USD. Среднестатистический заработок мужчины был 25 216 USD против 20 482 USD для женщины. Доход на душу населения составлял 13 164 USD. Около 10,30 % семей и 15,40 % общего населения находились ниже черты бедности, в том числе — 19,50 % молодежи (тех, кому ещё не исполнилось 18 лет) и 23,00 % тех, кому было уже больше 65 лет.